# Gaëtan Huard
Gaëtan Huard (Montargis, 12 de gener de 1962) és un exfutbolista professional francès, que jugava de porter.
Va disputar fins a 357 partits a Ligue 1 francesa entre les files del RC Lens, l'Olympique de Marsella i el Girondins de Bordeus. La temporada 92/93 va mantindre la seua porta a zero durant 1176 minuts (uns 13 partits).
Va jugar la final de la Copa de la UEFA de 1996, que va perdre el Girondins contra el Bayern de Múnic. Abans, va guanyar la lliga francesa de 1989 i 1990 amb l'equip marsellés.
L'estiu de 1996 va deixar el seu país per militar a l'Hèrcules CF, de la Primera divisió. Al final de la temporada, i amb només deu partits jugats, va penjar les botes.